# 11-а армия (Германия)
11-а армия (на немски: 11. Armee) е германска полева армия, която участва и в двете световни войни.

## Втора световна война
През 1940 г. в разгара на Втората световна война армията отново е активна за германската инвазия в Съветския съюз.
Като част от група армии „Юг“ тя воюва в СССР по време на Операция Барбароса. През септември 1941 г. Ерих фон Манщайн поема нейното командване, след като дотогавашния ѝ командир генерал-полковник Ойген Ритер фон Шоберт загива в самолетна катастрофа, когато самолета му каца в руско минно поле.
Преди началото на Операция Барбароса, 11-а армия има следния състав:
- 7-и корпус
- 30-и корпус
- 42-ри корпус
- 54-ти корпус
- Планинско-стрелкови корпус

Армията е натоварена с нахлуването в Крим и в преследването на вражеските сили по фланговата линия на група армии „Юг“, която напредва дълбоко в Русия.

### Битка за Севастопол
От 1941 г. армията воюва в южна Русия и до средата на лятото на 1942 г. обсажда Севастопол. Не участва в Операция Блау, когато група армии „Юг“ атакува дълбоко в южната част на Русия и се отправя към Сталинград (който е следващата мишена на немците). Въпреки това тя отрязва пътя на руснаците по море и по този начин решава съдбата на останалите руски защитници. След тази операция близо 100 хил. души са взети в плен. За постиженията си в битката при Керч и при щурма на Севастопол Манщайн е издигнат в чин генерал-фелдмаршал, а доволният от победата Хитлер, който одобрил Кримския щит отбелязал положените усилия на 11-а армия. След това генерал-фелдмаршалът препоръчва армията за един от двата кръстосани протока при Керч и за нападението над Кубан, от което ще ѝ се отдаде възможност да помогне при превземането на Ростов или да се присъедини към резерва на група армии „Юг“. Впоследствие вместо това една част от 11-а армия заедно с тежката обсадна техника е прехвърлена към група армии „Север“. По-късно Манщайн е изпратен да следи намалението на Ленинград, а остатаците от 11-а армия са разпределени към група армии „Център“ и група армии „Юг“. Главната квартира на армията е неактивна от 21 ноември 1942 г. и се е използва от новосъздадената група армии „Дон“.

#### Състав на армията по време на обсадата на Севастопол
По време на битката при Севастопол германската 11-а армия е съставена от 9 пехотни дивизии (в това число влизат и 2 дивизии, изпратени в допълнение към армията по време на битката), два корпуса, както и два румънски стрелкови корпуса, плюс различни спомагателни сили, включително 150 танка и няколко стотици самолета. Освен тези сили тя включва и една от най-тежките и концентрирани полеви артилерии на Вермахта.
- LIV Армейски корпус
  - 22-ра пехотна дивизия – командвана от генерал Лудвиг Волф
  - 24-та пехотна дивизия
  - 50-а пехотна дивизия
  - 132-ра пехотна дивизия

- XXX Армейски корпус – командван от генерал Ханс фон Салмут
  - 28-а пехотна дивизия
  - 72-ра пехотна дивизия
  - 170-а пехотна дивизия

- Румънски планински корпус
  - 1-ви планински корпус
  - 4-ти планински корпус
  - 18-а пехотна дивизия

### Командири
- Генерал-полковник Ойген Ритер фон Шоберт (5 октомври 1940 – 12 септември 1941)
- Генерал-фелдмаршал Ерих фон Манщайн (12 септември 1941 – 21 ноември 1942)
- Генерал от пехотата Антон Грасер (октомври 1944 – март 1945)
- Генерал от пехотата Ото Хицфелд (март 1945 – март 1945)
- Генерал от артилерията Валтер Лухт (март 1945 – 10 април 1945)